# 卡明斯基农村居民点
卡明斯基农村居民点（俄语：Каминское сельское поселение）是俄罗斯联邦伊万诺沃州罗德尼基区所属的一个农村居民点。其下辖有68个居民点，行政中心为卡明斯基。据2016年统计，该农村居民点的人口为3673人。